# Chemin de fer de Kalka à Shimla
 (janvier 2018).
Si vous disposez d'ouvrages ou d'articles de référence ou si vous connaissez des sites web de qualité traitant du thème abordé ici, merci de compléter l'article en donnant les références utiles à sa vérifiabilité et en les liant à la section « Notes et références ».
Le chemin de fer de Kalka à Shimla est une ligne de chemin de fer à voie étroite qui relie Kalka à Shimla dans l'Himachal Pradesh en Inde. Inauguré en 1903 et long de 96 km, ce chemin de fer est connu pour traverser les paysages montagneux de l'Himalaya avec un parcours comportant de nombreux ponts, courbes et tunnels. Il fut inscrit au patrimoine mondial de l'UNESCO le 8 juillet 2008.

## La ligne
La ligne du chemin de fer est longue de 96,6 km et présente un écartement étroit de 762 mm. En raison du relief montagneux, la ligne possède un nombre particulièrement important d'ouvrages d'arts avec 103 tunnels, 988 ponts et 917 courbes avec une pente moyenne de 3 %. Le chemin de fer part de la Gare de Kalka à 656 mètres d'altitude où ce dernier est en correspondance avec la ligne à voie normale de Delhi à Kalka et grimpe jusqu'à la Gare de Shimla à 2075 mètres après avoir desservi 16 stations intermédiaires. Les trains roulent à une vitesse maximale de 30 km/h et mettent un peu moins de 5 heures pour parcourir l'ensemble de la ligne.